# 岔流

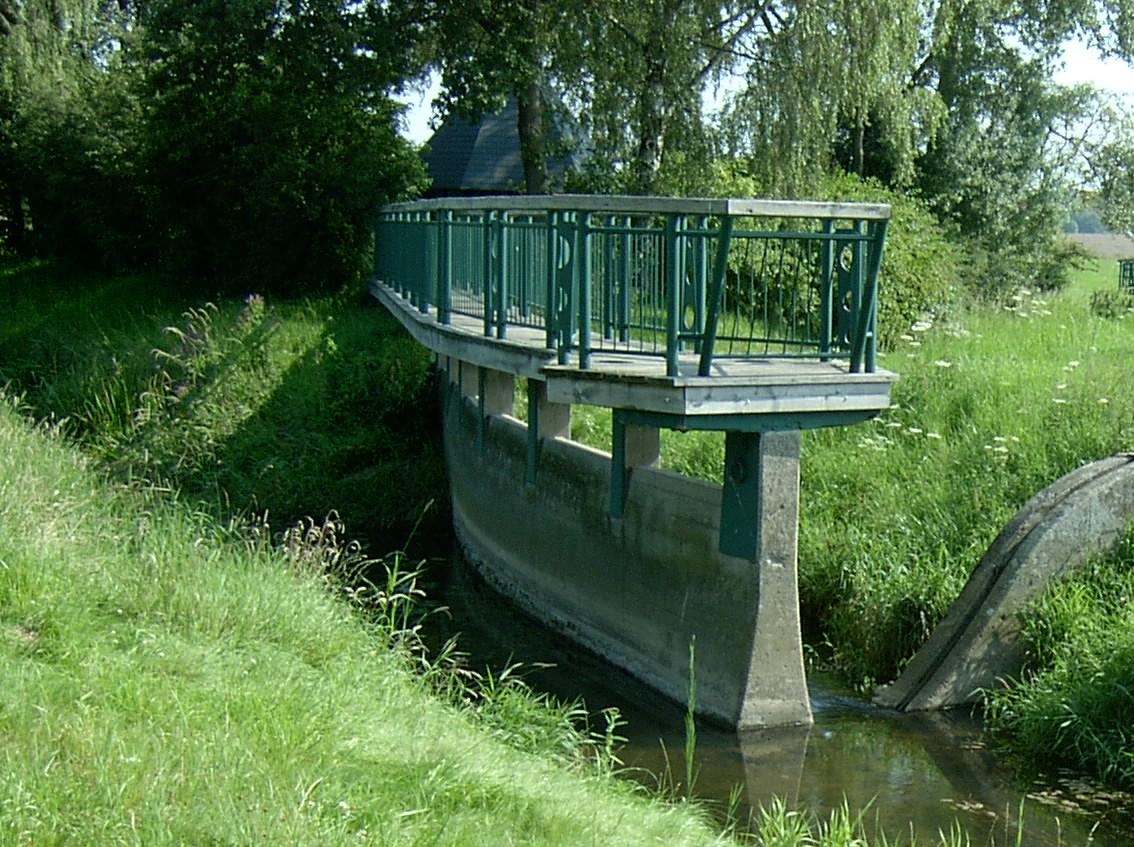
人工建造的河道分流

岔流又作分流、汊流、支津，在水文学上指从主干河流分岔出一条以上河道的情况。与之相反，其它从不同源头汇入主流的上游河流则称为支流。
很多時候河道有大量沉積物時，河道上的河水往往會分開流動。如在河流汇入海洋或湖泊附近的三角洲地区，沉积作用经常导致主河道多次分流，造成扇形网状的水系结构。
在有些河道上，人们出于防止洪水、农业灌溉等需要而修建了人工分流。

## 分流河道
- 阿查法拉亞河：美國密西西比河下游分流出的支流，直通墨西哥灣。